# Carrer de Manacor

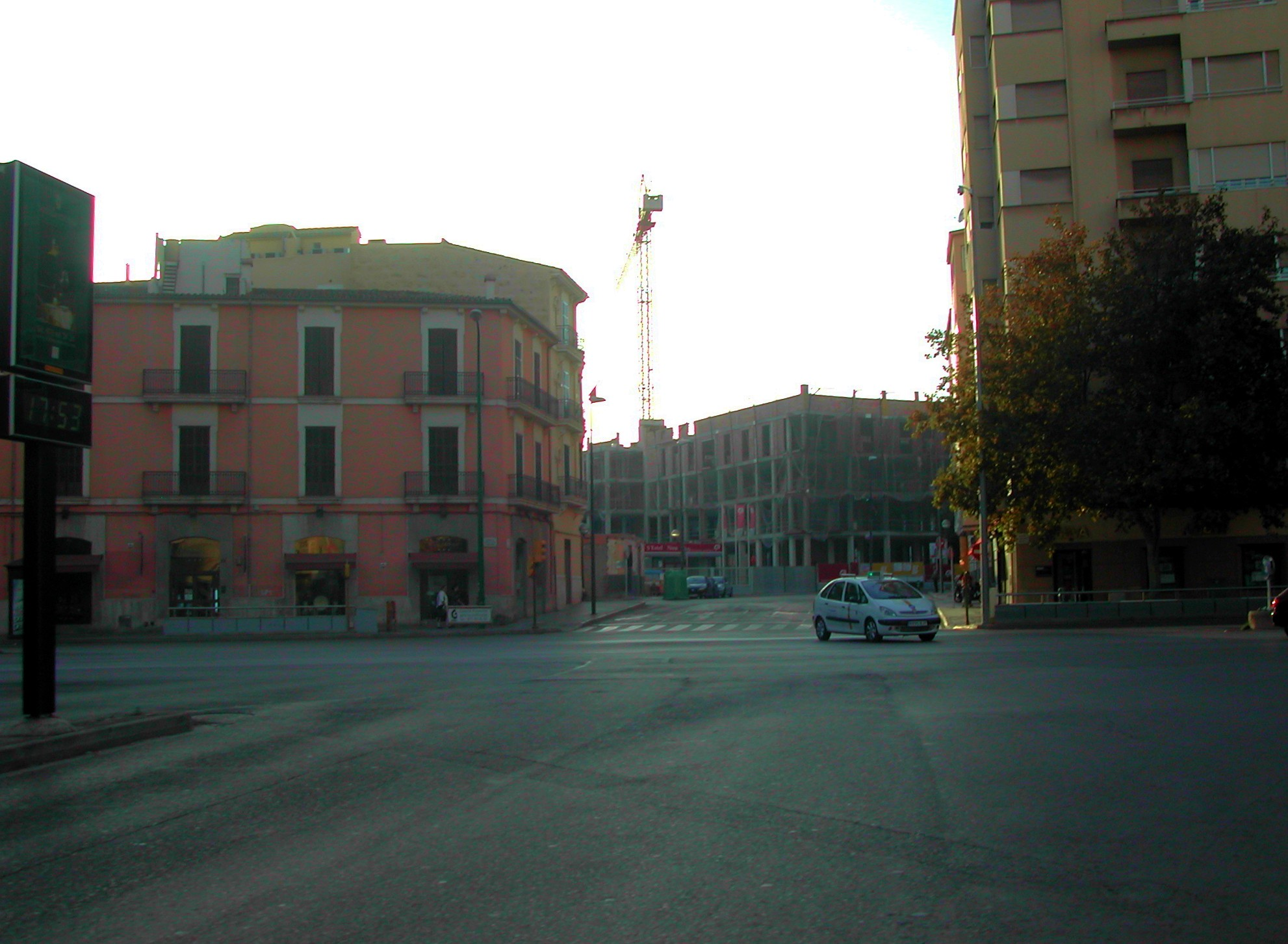
Porta de Sant Antoni i començament del Carrer Manacor

El carrer de Manacor de Palma (Mallorca) és una de les principals vies d'entrada per l'est a la capital. Comença a l'encreuament de la Via de Cintura i la carretera de Manacor, considerant-se el carrer un perllongament d'aquesta. Finalitza a l'Avinguda Gabriel Alomar i Villalonga.
En temps de la dictadura franquista s'anomenà Heroes de Manacor en referència al desembarcament de Mallorca durant la Guerra Civil. Tot i que el nom oficial és carrer de Manacor encara hi ha persones que l'anomenen amb l'antiga denominació.